# Maria Kuzańska-Obrączkowa
Maria Kuzańska-Obrączkowa (ur. 25 marca 1917 w Giecznie, zm. 29 czerwca 1976 w Warszawie) – polska nauczycielka i pedagog, działaczka komunistyczna i socjalistyczna, posłanka do Krajowej Rady Narodowej i na Sejm Ustawodawczy (1945–1952). 

## Życiorys
W 1935 ukończyła Państwowe Seminarium Nauczycielskie w Zgierzu, po czym pracowała jako nauczycielka w szkole w Olgierdówce w powiecie przemyskim. W 1937 podjęła studia w Wolnej Wszechnicy Polskiej. Związała się z Komunistycznym Związkiem Młodzieży Polski, sprawowała też nadzór nad wolską organizacja „Pionier”. Kierowała również świetlicą robotniczą na Kole, jednak została zwolniona z uwagi na prowadzoną agitację komunistyczną. W czasie okupacji niemieckiej pracowała początkowo jako nauczycielka na Mazowszu, w 1940 wróciła do Warszawy i objęła kierownictwo nad placówką oświatową RGO na Rakowcu. Kontynuowała współpracę z ruchem komunistycznym. Po 1945 pracowała w spółdzielni „Czytelnik”, działała we władzach OM TUR. W latach 1945–1946 posłowała do Krajowej Rady Narodowej. W styczniu 1947 weszła w skład Sejmu Ustawodawczego w okręgu Łobez. Reprezentowała Polską Partię Socjalistyczną, z którą w 1948 przystąpiła do Polskiej Zjednoczonej Partii Robotniczej.
W 1949 ukończyła studia, a w 1965 obroniła doktorat z dziedziny pedagogiki na Uniwersytecie Warszawskim. Od końca lat 40. pracowała w TPD jako dyrektor okręgu, później (od 1957) była sekretarzem generalnym organizacji. Zorganizowała ośrodek wychowawczy TPD w Helenowie. Publikowała artykuły naukowe z dziedziny pedagogiki, współpracowała z czasopismami branżowymi („Szkoła i dom”, „Głos Nauczycielski”, „Przyjaciel Dziecka”). 
Odznaczona Medalem 10-lecia Polski Ludowej (1955), Krzyżem Oficerskim Orderu Odrodzenia Polski i Krzyżem Grunwaldu.
Pochowana na Cmentarzu Wojskowym na Powązkach w Warszawie (kwatera D35-3-12).